# Minna Wettstein-Adelt
Minna Wettstein-Adelt, nacida como Mina Adelt-Duc (Estrasburgo, 1 de mayo de 1869 - ? ) fue una escritora, editora y feminista alemana.
Wettstein-Adelt fue educada en Francia y aprendió como sombrerera. Se casó en 1891 en Berlín con el escritor suizo Dr. Wettstein. A partir de 1893 editó la revista Berlíner Modenkorrespondenz ('Corresponsal de moda de Berlín'). De 1895 a 1897 fue redactora jefe de Draisena. Organ zur Pflege und Förderung des Radfahrens der Damen ('Draisena. Órgano para el cuidado y la promoción del ciclismo de las damas'). A partir de 1903 reside en El Cairo. En 1908 editaba Asiatisch-Orientalischen Industrie-Correspondenz ('Correspondencia industrial asiática-oriental') en Calcuta.

## Obra
- Des Hauses Tausendkünstler: Ein treuer Rathgeber für den Haushalt A. Michow, Charlottenburg 1891, 38 pág.
- 3 1/2 Monate Fabrik-Arbeiterin: Eine practische Studie. J. Leiser, Berlín 1893, 108 pág.
- Macht Euch frei! Ein Wort an die deutschen Frauen. Deutsche Schriftsteller-Genossenschaft, Berlín 1893, 37 pág.
- Sind es Frauen? Roman über das dritte Geschlecht. R. Eckstein Nachf., Berlín 1901, 95 pág. (novel, publicada bajo el seudónimo Aimée Duc)
- Ich will. R. Eckstein Nachf., Berlín 1902, 96 pág. (novela)
- Tourist’s Guide Books for the East. Köppen, f 1909 (como M. A. Adelt-Duc)